# سليمان كيبسيس سموتو
سليمان كيبسيس سموتو (بالإنجليزية: Suleiman Simotwo)‏ مواليد 21 أبريل 1980، هو عداء مسافات متوسطة كيني متخصص في 1500 متر. أفضل رقم شخصي حققه هو 3:35.24 (1500 متر) داخل الصالات. حقق المركز الثالث في نهائي ألعاب القوى العالمي سنة 2007.

## سجل المنافسة
| العام | المسابقة                                    | المكان             | المركز | حدث    |
| ----- | ------------------------------------------- | ------------------ | ------ | ------ |
| 2005  | نهائي ألعاب القوى العالمي 2005              | مونت كارلو، موناكو | 4      | 1500 م |
| 2007  | نهائي ألعاب القوى العالمي 2007              | شتوتغارت، ألمانيا  | 3      | 1500 م |
| 2008  | بطولة العالم لألعاب القوى داخل الصالات 2008 | بلنسية             | 7      |        |

## روابط خارجية
- سليمان كيبسيس سموتو على موقع الاتحاد الدولي لألعاب القوى (الإنجليزية)
- سليمان كيبسيس سموتو على موقع الدوري الماسي (الإنجليزية)